# 格奥尔基·朗格马克

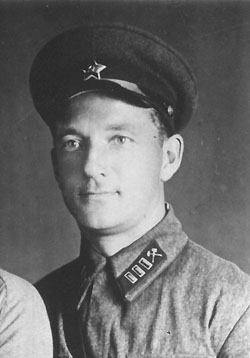
格奥尔基·叶里霍维奇·朗格马克

格奥尔基·叶里霍维奇·朗格马克（俄语：Георгий Эрихович Лангемак，1898年6月26日—1938年1月11日），是一位德国/瑞士背景的前苏联火箭设计师。
1928年初，他与其他几位著名的火箭科学家一起在苏联气体动力学研究所工作，并开发出了无烟火药火箭弹。该研究所后来与另一所火箭研究机构合并成立了喷气推进研究所(RNII)。朗格马克被任命为该研究所副主任。1936年该所完成了火箭滑翔机的技术规格。
1937年大清洗期间，他与研究所主任伊万·克列伊梅诺夫以及发动机设计师瓦连京·格鲁什科一道，被以莫须有的"反苏维埃组织"的罪名遭苏联政府解职并逮捕。 
朗格马克和克莱米约诺夫受尽折磨，1938年1月3日来自"莫斯科-中央"，根据内务人民委员部第八部门主管提议，由日丹诺夫、莫洛托夫、卡冈诺维奇和伏罗希洛夫签署的163名"第一类镇压对象"(枪毙)名单中他被列为第73号。在草草审判后被他立即执行了死刑。
他是后来成功应用于二战中著名卡秋莎火箭炮的非制导火箭弹的设计师和负责人之一，月球上的朗格马克环形山就是以他的名字命名的。

## 备注
1. ↑  Александр Глушко. . Хронос.   [2016-04-11]. （原始内容存档于2020-07-10）.
2. ↑  К. А. Томилин. . Социальная история отечественной науки.   [2016-04-11]. （原始内容存档于2016-03-05）.